# Toowoomba Region
Koordinaten: 27° 34′ S, 151° 56′ O

Die Toowoomba Region ist ein lokales Verwaltungsgebiet (LGA) im australischen Bundesstaat Queensland. Das Gebiet ist 12.957 km² groß und hat etwa 161.000 Einwohner.

## Geografie
Die Region liegt im Südosten des Staats etwa 100 km westlich der Hauptstadt Brisbane.
Der Verwaltungssitz der LGA liegt in der Stadt Toowoomba mit etwa 100.000 Einwohnern. Zur Region gehören folgende Stadtteile und Ortschaften: Acland, Anduramba, Ascot, Athol, Aubigny, Back Plains, Balgowan, Bergen, Biddeston, Birnam, Blue Mountain Heights, Bongeen, Boodua, Bowenville, Branchview, Bringalily, Brookstead, Broxburn, Brymaroo, Budgee, Bulli Creek, Cabarlah, Cambooya, Canning Creek, Captains Mountain, Cattle Creek, Cawdor, Cecil Plains, Centenary Heights, Charlton, Cherry Creek, Clifton, Clontarf, Coalbank, Condamine Farms, Condamine Plains, Cooyar, Cotswold Hills, Cranley, Cressbrook Creek, Crow’s Nest, Cutella, Cypress Gardens, Darling Heights, Devon Park, Djuan, Doctor Creek, Domville, Douglas, Drayton, Dunmore, East Cooyar, East Greenmount, East Toowoomba, Ellangowan, Elphinstone, Emu Creek, Evanslea, Evergreen, Felton, Felton South, Finnie, Forest Ridge, Formartin, Geham, Gilla, Glenaven, Glencoe, Glenvale, Googa Creek, Goombungee, Gowrie Junction, Gowrie Little Plain, Gowrie Mountain, Grapetree, Grassdale, Grays Gate, Greenmount, Greenwood, Groomsville, Haden, Hampton, Harlaxton, Harristown, Headington Hill, Highfields, Highgrove, Highland Plains, Hirstglen, Hodgson Vale, Irongate, Irvingdale, Jondaryan, Jones Gully, Kearneys Spring, Kelvinhaugh, Kilbirnie, Kincora, Kings Creek, Kings Siding, Kingsthorpe, Kleinton, Kooralgin, Kooroongarra, Kulpi, Kurrowah, Lavelle, Lemontree, Leyburn, Lilyvale, Linthorpe, Maclagan, Malling, Malu, Manapouri, Meringandan, Meringandan West, Merritts Creek, Middle Ridge, Millmerran, Millmerran Downs, Millmerran Woods, Millwood, Missen Flat, Motley, Mount Binga, Mount Darry, Mount Emlyn, Mount Irving, Mount Kynoch, Mount Lofty, Mount Luke, Mount Molar, Mount Moriah, Mount Rascal, Mount Tyson, Mountain Camp, Muldu, Muniganeen, Nangwee, Narko, Nevilton, Newtown, Nobby, North Branch, North Maclagan, North Toowoomba, Norwin, Nutgrove, Oakey, Palmtree, Pampas, Pechey, Peranga, Perseverance, Pierces Creek, Pilton, Pinelands, Pittsworth, Plainby, Preston, Prince Henry Heights, Punchs Creek, Purrawunda, Quinalow, Ramsay, Rangemore, Rangeville, Ravensbourne, Redwood, Rockville, Rocky Creek, Rosalie Plains, Rossvale, Ryeford, Sabine, Sandy Camp, Scrubby Mountain, Silverleigh, South Toowoomba, Southbrook, Spring Bluff, Spring Creek, Springside, St Aubyn, St Helens, St Ruth, Stonehenge, Stoneleigh, The Bluff, The Pines, Thornville, Tipton, Toowoomba City, Top Camp, Torrington, Tummaville, Turallin, Umbiram, Upper Cooyar Creek, Upper Pilton, Upper Pinelands, Upper Yarraman, Vale View, Victoria Hill, Wainui, Wattle Ridge, Wellcamp, West Haldon, West Prairie, Westbrook, Western Creek, Whichello, Wilsonton, Wilsonton Heights, Woodleigh, Woolmer, Woondul, Wutul, Wyreema, Yalangur, Yandilla, Yargullen, Yarraman und Yarranlea.

## Geschichte
Die heutige Toowoomba Region entstand 2008 aus der City of Toowoomba und den sieben Shires Cambooya, Clifton, Crow’s Nest, Jondaryan, Millmerran, Pittsworth und Rosalie.

## Verwaltung
Der Toowoomba Regional Council hat elf Mitglieder. Der Mayor (Bürgermeister) und zehn weitere Councillor werden von allen Bewohnern der Region gewählt. Die LGA ist nicht in Wahlbezirke unterteilt.